# شونان، چیبا
شونان، چیبا (به لاتین: Shōnan) منطقهٔ ای مسکونی در ژاپن است که در کانتو واقع شده‌است. شونان ۴۶٬۸۷۵ نفر جمعیت دارد.